# WQAM (AM)
WQAM est une station de radio américaine diffusant ses programmes en ondes moyennes (560 kHz) sur Miami. Cette station est une radio d'informations sportives.
Cette station fut la première à diffuser en Floride (février 1921). Station généraliste, elle se spécialise dans la pop music durant les années 1960, soutenant massivement les Beatles. WQAM devient une station d'informations sportives au milieu des années 1990.
C'est aujourd'hui notamment la station officielle des Panthers de la Floride (LNH), Florida Marlins (MLB) et des Miami Hurricanes (NCAA).